# Fawza Falih
Fawza Falih Mohammed Ali est une femme saoudienne connue pour sa condamnation à mort pour sorcellerie, prononcée en 2006. En avril 2011, les autorités saoudiennes rapportent qu'elle est morte en 2010.

## Condamnation
Fawza Falih est accusée des crimes de sorcellerie, de recours à un djinn et de cruauté envers les animaux en 2005, et mise en détention pour cette raison. Un de ses accusateurs affirme qu'elle l'a rendu impuissant par un sort. Elle est jugée à Al Qurayyat. Elle est battue pendant 35 jours, puis exhortée à signer des aveux : étant analphabète, elle doit signer les aveux sans les lire, par apposition de son empreinte digitale. Elle est condamnée à la décapitation. 
Une cour d'appel innocente Falih, puis une autre rétablit la peine pour des raisons d'« intérêt public » le premier septembre 2006,.
Dans une lettre du 13 février 2008, Christoph Wilcke, un chercheur de Human Rights Watch, exhorte le roi Abdallah ben Abdelaziz Al Saoud à abandonner l'exécution. 
Le 21 février 2008, une assemblée de dirigeants religieux de différentes confessions signe une pétition pour annuler l'exécution. 
En septembre 2008, la Commission islamique pour les droits de l'homme rapporte que Falih est en très mauvaise santé et incapable de se tenir debout dans sa cellule.
En avril 2011, les autorités saoudiennes rapportent qu'elle est morte en prison en 2010 après s'être étouffée avec son repas.